# 緬甸鱧
緬甸鱧為輻鰭魚綱鱸形目鱧科的其中一種，該物種於1919年由Banawari Lal Chaudhuri描述及命名，分布於亞洲緬甸的淡水流域，棲息在中底層水域，屬肉食性。

## 擴展閱讀
維基物種上的相關：緬甸鱧
1. ↑  Jenkins, A.; Kullander, F.F.; Tan, H.H. . The IUCN Red List of Threatened Species. 2009, 2009: e.T169558A6647372  [19 November 2021]. doi:10.2305/IUCN.UK.2009-2.RLTS.T169558A6647372.en .